# Turó d'en Tres
El Turó d'en Tres és una muntanya de 381 metres que es troba entre els municipis de Cervelló i de Vallirana, a la comarca del Baix Llobregat.